# Borys Tarasjuk
Borys Ivanovyč Tarasjuk (ukrajinsky Борис Иванович Тарасюк; * 1. ledna 1949, Žytomyrská oblast) je ukrajinský politik. V letech 1998–2000 a 2005–2007 zastával úřad ministra zahraničích věcí Ukrajiny. Od roku 2019 je stálým zástupcem Ukrajiny v Radě Evropy.